# Шарль III де Крой
Шарль III де Крой (фр. Charles III de Croÿ; 1 июля 1560, Бомонский замок (Бомон) — 16 января 1612, замок Бофор-ан-Артуа, близ Мобёжа) — 4-й герцог ван Арсхот, 5-й князь де Шиме и Священной Римской империи, 1-й герцог де Крой, принц Порсеанский, гранд Испании 1-го класса, генерал испанских армий в Нидерландах — военачальник и государственный деятель Испанских Нидерландов.

## Биография
Сын Филиппа III де Кроя и Йоханны Генриетты ван Халевин.
Маркиз де Монкорне, граф де Бомон и Сенеген, суверенный сеньор де Фюме и Ревен, виконт де Грандран и Ньивпорт, барон ван Халевин, де Коммин, Бьербек, Ротселар, Хеверле и прочее, сеньор ван Лаув, Роллегем, де Рок, Бёр, Лиллер, Валлер, Блатон, Кьеврен, Эстрён, Санцель, Арши, Авен, и прочее, и прочее, великий камергер и наследственный сенешаль Брабанта, первый пэр Эно.
Обучался в трёхъязычном коллеже в Лувене. В 1571 году был вынужден покинуть город, осаждённый войсками принца Оранского, и укрыться в замке Бомон. По возвращении отличился не только в изучении языков, но и в искусстве развлечений и телесных упражнениях. В 15 лет был избран королём братства арбалетчиков Святого Георгия, победив в традиционном бельгийском состязании в стрельбе по птице.
В возрасте 17 лет назначен штатгальтером Хуаном Австрийским лейтенантом к своему отцу герцогу ван Арсхоту, принявшему 20 марта 1577 управление Антверпеном. В тот день испанские войска покинули город, и Шарль де Крой ввёл туда десять знамён валлонской пехоты. В июле того же года сопровождал дона Хуана в Мехелен, где правитель принял присягу немецких отрядов, затем в Намюр. Узнав о намерении штатгальтера разорвать соглашение с Генеральными штатами и перенести резиденцию в Намюр, покинул его и перебрался сначала в Брюссель, затем к отцу в Гент.
28 октября герцог ван Арсхот был арестован оранжистами, но Шарлю удалось переодетым бежать из города и укрыться у матери в Алсте. Оттуда он обратился с протестами к депутатам Четырёх Членов Фландрии и Генеральным штатам, затем уехал с семьёй в Кёльн, был там до подписания мира 14 сентября 1580, а после перебрался в Ахен, где по воле отца в том же году женился на Марии де Бримё, вдове Ланселота де Берлемона. Эта дама была кальвинисткой, и вскоре добилась большого влияния на мужа, убедив его отказаться от католической веры, покинуть сторону короля Испании и присоединиться к партии реформатов.

## Переход на сторону реформатов
20 июня 1582 Шарль де Крой, принявший после женитьбы титул князя де Шиме, поддался на уговоры супруги, тайно уехал из Юи и объявился с Марией в Седане, где, несмотря на возмущение отца, публично объявил о смене веры. Через четыре месяца супруги отплыли из Кале во Флиссинген, откуда прибыли в Антверпен.
Де Крой был очень хорошо принят Генеральными штатами, принцем Оранским и командовавшим французскими интервентами герцогом Анжуйским, но вскоре был вынужден признать иллюзорность своих представлений о планах вождей революции.
В собственноручных мемуарах Шарль де Крой сообщает:

Узнав цели и замыслы вышеназванных (герцога Анжуйского, принца Оранского и Генеральных штатов), которые состояли в том, чтобы отобрать их короля и природного принца у простого народа, принять иностранца, и под религиозным предлогом изгнать без числа состоятельных людей, продать их имущество и предметы культа, чтобы самим на этом обогатиться — такие и подобные размышления всё чаще меня озадачивали, и я с удивлением смотрел на происходящее вокруг, на всю эту смуту в ведении дел, и страсти вместо правосудия и религии.— Цит. по: Guillaume H. Croy (Charles de), coll. 544—545
Развитие событий вскоре заставило принца де Шиме отбросить последние сомнения относительно истинных целей лидеров движения. Он находился в Антверпене 18 января 1583, когда герцог Анжуйский решил захватить город. Призвав народ, оставшийся без руководителей, к отпору интервентам, принц возглавил патриотическое сопротивление и с позором изгнал французских захватчиков.

## Диктатор Фландрии
Возмущённый постоянными интригами и сомнительными политическими манёврами реформатов, намеревавшихся, по его мнению, выдать страну иностранцам и традиционным врагам Нидерландов французам, принц в том же месяце покинул реформатский лагерь и уехал в свой замок Беверен во Фландрии. Вскоре это место стало центром сопротивления фламандцев иностранному засилью.
Нотабли Брюгге и Ле Франка просили его принять управление их областью, составлявшей значительную часть Фландрии. В июле де Крой прибыл в Брюгге и принял должность независимого губернатора (gouverneur absolu) и капитан-генерала города и четвертей Брюгге и всех городов, крепостей и местечек от него зависящих. Две другие части Ле Франка — Гент и Ипр — вскоре последовали примеру Брюгге. В результате принц 5 августа стал фактическим диктатором всей провинции, располагая 4-тыс. валлонским пехотным отрядом и ротой охраны из 50 тяжеловооружённых всадников.
Шарль использовал свои полномочия, дабы привести страну к примирению с королём Испании. Задача оказалась сложной: пришлось противостоять вводу во Фландрию французских и швейцарских войск принца Оранского; отказаться передать Шампиньи оранжисту Реховену; защитить католиков, которые вели дела в Генте и Брюгге, и изгнать из этих городов солдат-оранжистов; добиться от четырёх членов правительства отказа от предложений герцога Анжуйского и помешать разрушению дамб, с помощью чего противники Испании намеревались утопить королевскую армию, осадившую Остенде (значительная часть Фландрии также оказалась бы под водой); воспротивиться назначению принца Оранского на должность штатгальтера Нидерландов и разгромить оранжистский заговор в Брюгге, участники которого намеревались захватить де Кроя и живым или мёртвым доставить в Зеландию.

## Возвращение на испанскую службу
Чтобы подавить сопротивление магистратов, князь сменил городское управление, арестовал бургомистра и эшевенов, сместил нескольких офицеров в своём полку и в брюггском, и, наконец, в мае 1584 подписал соглашение с испанцами, добровольно отказавшись от власти. После этого де Крой прибыл в Турне к Алессандро Пармскому, признал свои заблуждения перед церковью и был прощён.
В дальнейшем князь сопровождал наместника в различных военных предприятиях, в том числе при осадах и капитуляции Мехелена, Брюсселя и Антверпена, и кровопролитном бою на суше и на море у противодамбы Старбрук в 1585. В следующем году участвовал в осадах Грава, Венло и Нейса. Король назначил его капитаном ордонансовой роты из сорока тяжеловооружённых, вакантной после гибели маркиза де Рубе в засаде у Антверпена, а в 1587 князь участвовал в осаде Л'Эклюза в качестве командира ордонансовых отрядов.
В 1588 направлен штатгальтером на помощь архиепископу Кёльнскому. В этом походе командовал семью ордонансовыми ротами (герцога Арсхота, своего отца; маркиза д'Авре, своего дяди; графа дю Рё; графа де Боссю; графа де Энена; маркиза де Ранти и графа д'Аренберга), десятью ротами шеволежеров, одну из которых возглавлял Джорджо Баста, двумя тысячами итальянцев, тремя тысячами лотарингских и двумя тысячами верхненемецких пехотинцев, пятьюстами немцами, тысячей льежцев и 16 орудиями.
Осадил и взял Бонн, а также два форта, захваченных противником на другой стороне реки.

## Интервенция во Францию
В 1590 году вместе с герцогом Пармским направился во Францию на помощь Лиге в качестве генерала нидерландских ордонансовых отрядов. Участвовал во всех операциях кампании, в том числе в осадах Ланьи и Корбея. В 1591 году наместник снова вторгся во францию для помощи Руану. В этом походе де Крой участвовал во взятии Кодебека на Сене, Нёшателя, Эперне и Шато-Тьерри.
За отличия в ходе интервенции князь был последовательно награждён достоинством гранда Испании 1-го класса (1592), заместителя губернатора и капитан-генерала и великого бальи области и графства Эно и города Валансьена, полковника двадцати знамён, сформировавших 4-тыс. валлонский полк (1593).

## Франко-испанская война
В 1595 был направлен против французов графом де Фуэнтесом с тысячей конных и 4000 пехоты, участвовал во взятии городов и замков Ла-Капель, Ле-Шатле, Дуллана и Камбре, и командовал авангардом в бою при Дуллане, где погиб адмирал Виллар с цветом шампанской, пикардийской и нормандской знати.
В 1595 году наследовал многочисленные владения и титулы дома де Крой. Заботы по управлению доменами помешали новому герцогу ван Арсхоту принять участие в осадах Кале и Ардра, но в августе 1596 он был при взятии Хульца.
В 1597 году назначен эрцгерцогом Альбрехтом VII капитан-генералом графства Артуа, и получил главное командование армией, с которой противостоял маршалу Бирону, пытавшемуся форсировать Сомму, заставил того отступить, отвоевал захваченные французами города, а затем двинулся на выручку осаждённому Амьену.
В 1598 году был одним из уполномоченных при заключении Вервенского мира между Испанией, Францией и Савойей. По этому случаю король Генрих IV в июле возвёл землю Крой в ранг герцогства. Некоторое время оставался заложником, гарантируя исполнение условий договора.

## Завершение карьеры и последние годы
В 1599 Шарль де Крой был пожалован в рыцари ордена Золотого руна, и смог сменить свою ордонансовую роту на отцовскую, состоявшую из пятидесяти тяжеловооружённых. В 1600 году стал государственным советником и членом тайного совета Альбрехта VII. Принял активное участие в созванных в том году Альбрехтом и Изабеллой Генеральных штатах, часто председательствовал на ассамблее, будучи первым дворянином герцогства Брабантского и в качестве господина верховного юстициария шателений Лилля, Дуэ и Орши.
После поражения испанских войск под Ньивпортом участвовал в принятии Штатами мер для помощи Альбрехту. В 1603 году вместе с наместником выступил на помощь Хертогенбосу, осаждённому Морицем Оранским, и предложил прорваться в город и возглавить оборону.

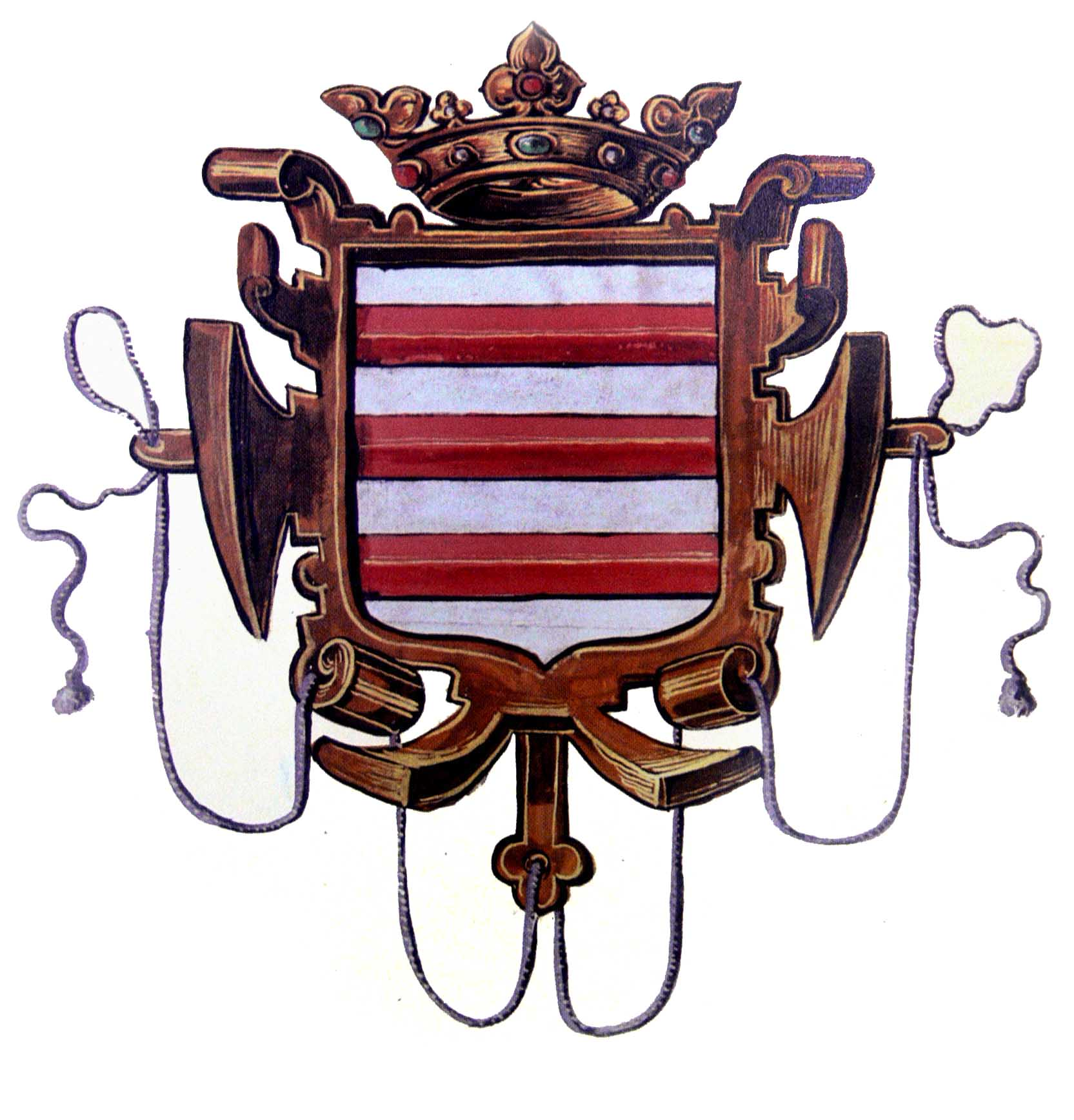
Герб сеньории Крой (в серебряном поле три червлёных пояска) в картуше с короной из Альбомов де Кроя

После смерти в 1605 году Марии де Бримё и женитьбе на двоюродной сестре Доротее де Крой, герцог оставил государственную службу, сосредоточившись на управлении доменами и пополнении своих коллекций картин, манускриптов, монет и медалей. Он составил собственноручные аннотации к каждой из десятков тысяч единиц хранения семейного архива, собиравшегося три столетия. В 1590—1611 по его заказу были созданы знаменитые Альбомы де Кроя — 23 тома больших листов пергамена с 2500 видами городов и местностей, выполненных Адриеном де Монтиньи гуашью в вольной перспективе. Эти произведения и поныне находятся во владении дома де Крой.
Умер 16 января 1612 в замке Бофор в Артуа и был погребён в церкви целестинцев в Хеверле.

## Частная жизнь грансеньора
Шарль де Крой оставил мемуары о войне в Нидерландах, написанные простым языком, без модных в своё время барочных изысков. Издатель этого текста барон де Рейфенберг характеризует герцога как одного из последних грансеньоров, имея в виду феодала, способного содержать за счёт доходов со своих земельных владений двор, не уступающий княжескому, и в случае необходимости выставить собственное войско.
Владения герцога ван Арсхота в целом составляли своего рода небольшое государство, для которого он написал законы, подражавшие королевским установлениям для Нидерландов.
Пышность двора этого вельможи казалась удивительной биографам буржуазной эпохи. Генерал Гийом сообщает, что ещё в период обучения в Лувене Шарля сопровождали не только гувернёр и наставник, но и свита из двенадцати пажей. На его бракосочетании присутствовали послы папы, императора и многих князей и суверенов Германии, Италии и Франции. Более того, штаты Брабанта, Фландрии и Эно также прибыли на церемонию.
Ещё не став имперским князем, Шарль сопровождал курфюрста Кёльнского при вступлении в Льеж, приведя три сотни всадников и пятьдесят дворян. В своём замке Бомон он постоянно содержал 157 дворян и управляющих, в его конюшнях было огромное число лошадей, каждый день накрывали пять столов для различных категорий его людей.
После возвращения Шарля в католицизм Мария де Бримё в 1584 году покинула его и поселилась в Северных Нидерландах. Князь заблокировал денежные поступления с её владений, и в течение 15 лет между супругами продолжались судебные тяжбы. В 1600 году состоялось формальное примирение, Мария переехала в Льеж, но супруги жили раздельно.

## Семья
1-я жена (14.09.1580): Мария де Бримё (ум. 1605), графиня ван Меген, дочь Жоржа де Бримё, сеньора де Кьерьё, и Анны фон Вальтхаузен, вдова Ланселота де Берлемона, сеньора де Борен
2-я жена (18.12.1605): Доротея де Крой (ум. 1662), дочь Шарля-Филиппа де Кроя, маркиза д’Авре, и Дианы де Доммартен
Оба брака были бездетными. Владения дома де Крой были поделены между сестрой Шарля Анной де Крой и маркизом д’Авре.
Анна получила герцогство Арсхот, княжество Шиме и графство Бомон, передав эти владения в дом д’Аренберг. Герцогство Крой, княжество Порсеан, маркизат Монкорне и барония Эрши во Франции достались Шарлю-Александру де Крою, графу де Фонтенуа, сыну маркиза д'Авре.
Бастард от герцогини Брауншвейгской:
- Франциск де Крой (ум. после 1654), генеральный комиссар Нидерландов, капитан кавалерии. В марте 1629 у Тори, близ Седана, убил на дуэли N. де Мероде, графа ван Мидделбурга. Жена: Доротея де Равиль, дама де Вальмеранж, дочь Пьера-Эрнеста де Равиля, герра  фон Аусбург, наследственного маршала Люксембурга, и Анны де Палант.